# 3PL
3PL je kratica za Third Party Logistics in pomeni zunanje izvajanje logističnih storitev. Pri tem gre za to, da neko podjetje najame drugo (zunanje) podjetje, ki zanj opravlja logistične storitve, kot so skladiščenje, priprava blaga, transport, distribucija in druge. Razlog, da podjetja prepuščajo logistične storitve oziroma njihove posamezne elemente zunanjim strokovnjakom in specialistom, je ugotovitev, da je to za njih cenovno sprejemljivejše in stroškovno učinkovitejše. Podjetje, ki se ukvarja z zunanjim izvajanjem logističnih storitev (tako podjetje se imenuje »3PL ponudnik«), lahko namreč zaradi obsega poslovanja (3PL ponudnik navadno izvaja storitve za več različnih podjetij hkrati) dosega večje racionalizacije in optimizacije na skoraj vseh področjih izvajanja logističnih storitev.

## Prednosti 3PL
Podjetje pridobi dodatne površine, ki jih lahko uporabi za povečanje proizvodnih zmogljivosti ali kaj drugega, saj ne potrebuje več prostorov za skladiščenje. Tudi potrebe po rokovanju z blagom v skladišču ni več, zato lahko delovno silo in obseg potrebne opreme zmanjšajo ali razporedijo drugam. S tem se precej zmanjšajo stroški obratovanja in vzdrževanja opreme. V primeru, da je podjetje samo izvajalo distribucijo do kupcev, se stroški zmanjšajo tudi na račun odprave voznega parka (ni jim treba kupiti tovornjakov, kombijev, jih vzdrževati, imeti potrebne delovne sile). S plačilom storitve 3PL ponudniku podjetje sicer plačuje del teh stroškov, ampak so ti manjši kot sicer.
Zelo pomembna prednost 3PL je poleg zmanjšanih stroškov tudi višja kakovost logistične storitve. S tem podjetje pridobi na svojem ugledu, zmanjša pa stroške, povezane z reševanjem reklamacij. Vendar pri tem nastane tveganje: če podjetje izvajanje logistike v celoti prepusti drugim, se lahko hitro zgodi, da začne izgubljati stik s strankami, zato je v takem primeru treba temu segmentu nameniti posebno pozornost. 

## Glavne značilnosti 3PL ponudnikov
- vizija: doseči želijo »win win« situacijo, pri takšnem sodelovanju se pričakujejo pozitivni učinki za obe strani,
- strategija partnerjev: izboljševanje poslovnih procesov pripelje do strukturnih izboljšav (zaradi tesnega sodelovanja),
- procesi in storitve: veliko število opravljenih logističnih storitev; procesi podjetij so tesno povezani in integrirani,
- poslovanje in kontrola: dolgoletne pogodbe (sodelovanje je praviloma dogovorjeno z večletnimi pogodbami, ki sodelujoče zavezuje k skupnemu nastopanju); treba je redno skrbeti za izboljšavo kakovosti in zmanjševanje stroškov,
- informacijska infrastruktura: visoka stopnja integriranosti; skupna informacijska in komunikacijska struktura,
- fizična infrastruktura: logistični ponudnik omogoča uporabniku izkoriščanje večje logistične infrastrukture (skladiščne, distribucijske).